# Fn-toets

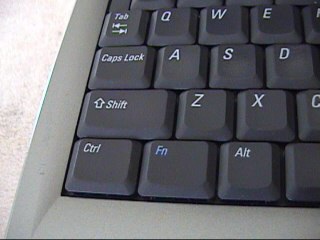
De Fn-toets van een Dell Inspiron 1150 laptop

De Fn-toets, afkorting voor function, is een speciale toets op het toetsenbord van een laptop die, wanneer hij is ingedrukt, een aantal toetsen van het toetsenbord een andere functie geeft. Welke toetsen en welke functies dat zijn, is door gekleurde pictogrammen op de toetsen aangegeven. De pictogrammen hebben dezelfde kleur (meestal blauw) als de beschifting van de Fn-toets, waardoor te zien is, dat ze met de Fn-toets in verbinding staan.
De Fn-toets bevindt zich op de meeste toetsenborden linksonder naast de Ctrl-toets. De Fn-toets mag niet met de functietoetsen F1 t/m F12 verward worden.

## Functies
Over welke functies in combinatie met de Fn-toets een laptop beschikt en welke pictogrammen ervoor zijn gebruikt is afhankelijk van het merk en het model. De navolgende lijst toont enkele functies die veel laptops met elkaar gemeen hebben (niet alle pictogrammen kunnen worden weergegeven):
- beeldscherm lichter
- beeldscherm donkerder
- verlichting beeldscherm aan/uit
- geluid harder
- geluid zachter
- geluid aan/uit (dempen)
- actieve draadloze verbindingen aan/uit
- slaapstand (standby) aan/uit Zz
- externe monitor aan/uit
- touchpad aan/uit
- afspelen/pauze /
- stop
- volgend nummer
- vorig nummer